# مجوهرات التاج
مجوهرات التاج Crown jewels

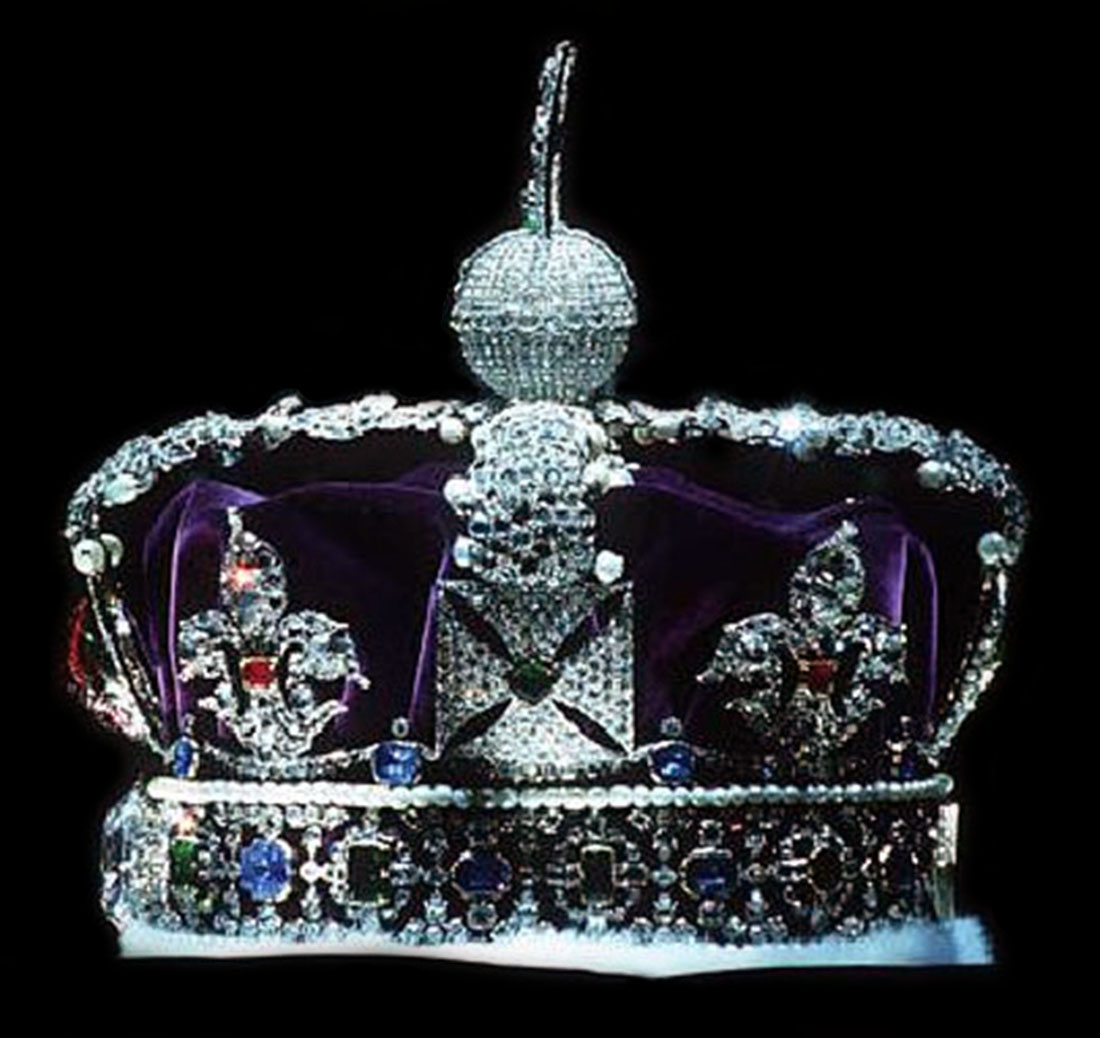
التاج الملكى الانجليزى

مجوهرات التاج مجموعة حُليٍّ يملكها ملوك وملكات إنجلترا ويتألف معظمها من تيجان وصولجانات وبعض الأشياء الأخرى المستعملة أثناء حفلات التتويج.
وتحفظ المجوهرات في بيت المجوهرات في برج لندن. وهي معروضة على الجمهور على الدوام، لكنها محروسة جيداً من الحرائق والسرقات. ويتساءل كثيرون عن قيمة مجوهرات التاج حيث تبلغ قيمة الذهب والجواهر فقط مئات الآلاف من الجنيهات الإسترلينية. والجواهر مصوغة بطريقة لامثيل لها، وهي ذات قيمة تاريخية كبيرة لايمكن تعويضها. لذلك، فإن مجوهرات التاج لاتقدر بثمن.
وفي عام 1671 م تعرضت مجوهرات التاج لمحاولة سرقة شهيرة ؛ إذ تمكن الكولونيل توماس بلود وهو مغامر أيرلندي كان في صف البرلمان إبان عهد الكومنولث 1649 - 1660 م من سرقة التاج والكُرَة الملكية. لكن سرعان ما ألقي عليه القبض قبل أن يتمكن من الوصول إلى حصانه. وعفا عنه الملك تشارلز الثاني فيما بعد.

## التيجان
أقدم التيجان التاج الذهبي الذي صُنع لتتويج الملك تشارلز الثاني. ويُسمّى تاج القديس إدوارد المعترف لأنه يُفْتَرض أنه حل محل التاج الذي لبسه إدوارد. ويستعمل هذا التاج لاحتفالات التتويج فقط. فهو أثقل تاج في بيت المجوهرات، حيث يزن
2,300 جم تقريبًا. لذلك، فإنه يلبس لمدة محدودة من الحفل، ثم يستبْدل به تاج الدولة الأخف وزناً. وهو ما يعرف غالبًا بالتاج الإمبراطوري.
يُلبَس تاج الدولة في المناسبات الرسمية كافتتاح البرلمان مثلاً، ويحتوي على أكثر من 3,000 قطعة من الحجارة الكريمة بما فيها الياقوتة البيضية المعروفة بياقوتة الأمير السوداء، والماسة المعروفة بنجمة إفريقيا الثانية، وجوهرة سفير ستيورات وجوهرة السفير المربعة التي يعتقد أنها جاءت من خاتم إدوارد المعترف والصَّفِّيرة المربعة التي تُعد أقدم جوهرة في التاج.

## السيوف والمهمازان
يرمز سيف الدولة إلى سلطة الملك، كما أن السيوف والمهمازيْن من سمات الفروسية، ويتسلّمها الملك الجديد مع تذكرة بواجبات الملك، ألا وهي نشر العدل بين الناس وحماية الكنيسة والدفاع عن الضعفاء وإصلاح كل ما هو فاسد.
يعود تاريخ صنع سيف الدولة الكبير إلى القرن السابع عشر. وله مقبض على هيئة أسد وأحادي القرن (حيوان خرافي) يحملان الدرع الملكي. وخلال حفل التتويج يستبدل بهذا السيف آخر مرصع بالجواهر أخف منه وزنا يثبت حول خصر الملك. وقد صنع هذا السيف الخفيف في أوائل القرن التاسع عشر، وربما كان من أجل الملك جورج الرابع.
وهناك مجموعة من ثلاثة سيوف تحمل أثناء حفل التتويج، ويرمز اثنان منها إلى إقامة العدل بين الناس والكنيسة، ويرمز الثالث ويدعى الكرتانا إلى الرحمة، حيث كُسِر طرفه المدبب كناية عن الرحمة في قلب الملك.
والمهمازان من الذهب الخالص. وقد صنعا لتتويج الملك تشارلز الثاني، يوضعان على كعبي الملك أثناء الاحتفال، ومن ثم على المذبح . وصُمم المهمازان على طراز العهد قبل النورمندي، ولهما أطراف بسيطة.

## الكرة السلطانية والصولجانان
يعود تاريخ الصولجانين والكرة السلطانية التي تستعمل الآن في حفل التتويج إلى عهد تشارلز الثاني أيضاً. ويرمز الصولجان الذي يحمل إشارة الصليب إلى سلطة الملك بصفته حاكماً للشعب. كما يرمز الصولجان الذي هو على هيئة حمامة إلى القانون والعدالة التي يرأسها الملك. أما الماسة الضخمة التي تحتل رأس الصولجان المصلب فهي إحدى نجوم أفريقيا. وربما كانت أضخم الماسات وأشدها نقاء في العالم.
أما الكرة السلطانية فمن الذهب ويعلوها صليب مرصَّع بالجواهر يرمز إلى الدين المسيحي. وتوضع الكرة السلطانية في يد الملك أثناء الحفل.

## القارورة والملعقة
وهما من أقدم المجوهرات في مجموعة التاج، مع أنهما ليستا جوهرتيْن بالمعنى المعروف. وهما اناءان دينيان يُستعملان في طقوس ترسيم الملك. والقارورة وعاء على شكل عقاب استعمل لمدة تزيد على 500 سنة لحفظ الزيت المقدس. أما الملعقة فأقدم من القارورة، ويعود تاريخها إلى القرن الثاني عشر.

## الصولجانات
تمثل سلطة الملك، شأنها شأن السيوف. وهي حلي مأخوذة من عصي الحرب التي كانت تستعمل في القرون الوسطى. ويوضع أحدها على طاولة مجلس العموم عندما يكون المجلس منعقداً برئاسة رئيس المجلس وثمة 13 صولجانًا ملكيا تُحفظ في البرج.

## الحلي الملكية الأخرى
هناك كثير من الحلي الأخرى، بما فيها التيجان المصنوعة خصيصًا لملوك بعينهم، وعدد كبير من الفضيات الجميلة. كما أهدت مجموعة الكومنولث الأساور إلى الملكة إليزابيث الثانية بمناسبة تتويجها عام 1953 م. وتزين خاتم التتويج جوهرة السفير مزدانة بالياقوت على هيئة صليب القديس جورج. ويوضع الخاتم أثناء التتويج في الأصبع الوسطى من كفِّ الملك اليمنى.

## الهدايا التكريمية الأسكتلندية
وتشمل تاجاً وصولجانًا وسيفًا للدولة. وهي محفوظة في قلعة أدنبره، ويمكن أن يحملها الملك في جولة رسمية عبر تلك المدينة. وقد أهديت هذه الهدايا التكريمية إلى الملكة إليزابيث الثانية أثناء زيارتها لأدنبرة بعد تتويجها عام 1953م. وأثناء فترة القلاقل في عهد كرومويل،أخفيت المجوهرات عن أعين الجنود الإنجليز تحت منبر كنيسة في كينيف بالقرب من ستونهافن بإقليم جرامبيان.

## نبذة تاريخية
عندما أعدم الملك تشارلز الأول عام 1649 م أصدر البرلمان أمرًا يقضي بإتلاف التيجان والصولجانات القديمة. ويعود تاريخ بعض تلك التيجان والصولجانات إلى عهد الملك إدوارد 1042 - 1066 م، وفي عصر الإصلاح وتحديدًا في 1660 م صنعت مجموعة جديدة من المجوهرات للملك تشارلز الثاني. وبلغت تكاليف المجموعة الجديدة ما يزيد على 21,978 جنيها إسترلينيا. وهو مبلغ يعكس الانخفاض الكبير في قيمة الجنيه الإسترليني منذ ذلك التاريخ.